# Programa Viking
El programa Viking de la NASA consistió en dos misiones no tripuladas al planeta Marte, conocidas como Viking I y Viking II. Este programa venía a suceder a la Mariner 9, una sonda orbital lanzada a Marte en 1971 con notable éxito; las naves Viking supondrían además las primeras dos misiones de aterrizaje estadounidenses sobre Marte y el primer estudio biológico del mismo. Cada misión poseía una sonda orbital (VO o Viking Orbiter) diseñada para fotografiar la superficie marciana desde la órbita del planeta, y actuar como un "intermediario" de comunicaciones entre la Tierra y la sonda Viking de aterrizaje o VL (Viking Lander), que se separaría de esta y se posaría sobre la superficie del planeta. Fue la misión más cara y ambiciosa jamás enviada a Marte hasta la fecha, con un coste total aproximado de 1000 millones de dólares de la época. Fue muy exitosa, y aportó la mayor parte de la información sobre Marte de la que se dispuso hasta finales de la década de 1990, con la llegada de los primeros rovers marcianos.
El Viking I se lanzó el 20 de agosto de 1975 y el Viking II el 9 de septiembre del mismo año, ambas a bordo de un cohete Titan III-E. Una vez llegados a la órbita de Marte, durante varios meses, las sondas orbitales realizaron un reconocimiento de la superficie; una vez seleccionados los lugares de aterrizaje, las dos secciones de la sonda se separaban, y la sección de aterrizaje ingresaba en la atmósfera de Marte, posándose suavemente en el lugar previsto. Los orbitadores continuaban fotografiando y llevando a cabo otras operaciones científicas, mientras los Viking Lander desplegaban instrumental científico en la superficie. La sonda (compuesta de ambas partes) completamente cargada de combustible, tenía una masa de 3527 kg.

## Sonda Orbital:Viking Orbiter
El orbitador se basaba en la nave Mariner 9. Era un octágono de unos 2,5 m de diámetro, con una masa, en el momento del lanzamiento, de unos 2500 kg, de los cuales 1445 kg eran combustible y gas (para controlar la altitud de la sonda una vez en Marte). Los objetivos principales de los orbitadores Viking eran:
- El transporte de la sonda de aterrizaje (VL-1 y VL-2).
- Fotografiar la superficie de Marte a modo de mapa del planeta.
- Llevar a cabo una misión de reconocimiento para ubicar y certificar posibles áreas de aterrizaje.
- Actuar como un intermediario de comunicaciones para los Viking Lander.
- Detectar eventuales modificaciones del medio ambiente marciano.

Las ocho caras de la estructura anular (esto es, con forma de anillo) tenían una altitud de 0,4572 m, y tenían un ancho de 1397 mm y 508 mm, alternativamente. La altura total de la sonda era de 3,29 m. Había 16 componentes modulares, 3 en cada una de las 4 caras más largas, y 1 en cada cara corta.

### Calendario de la misión orbital

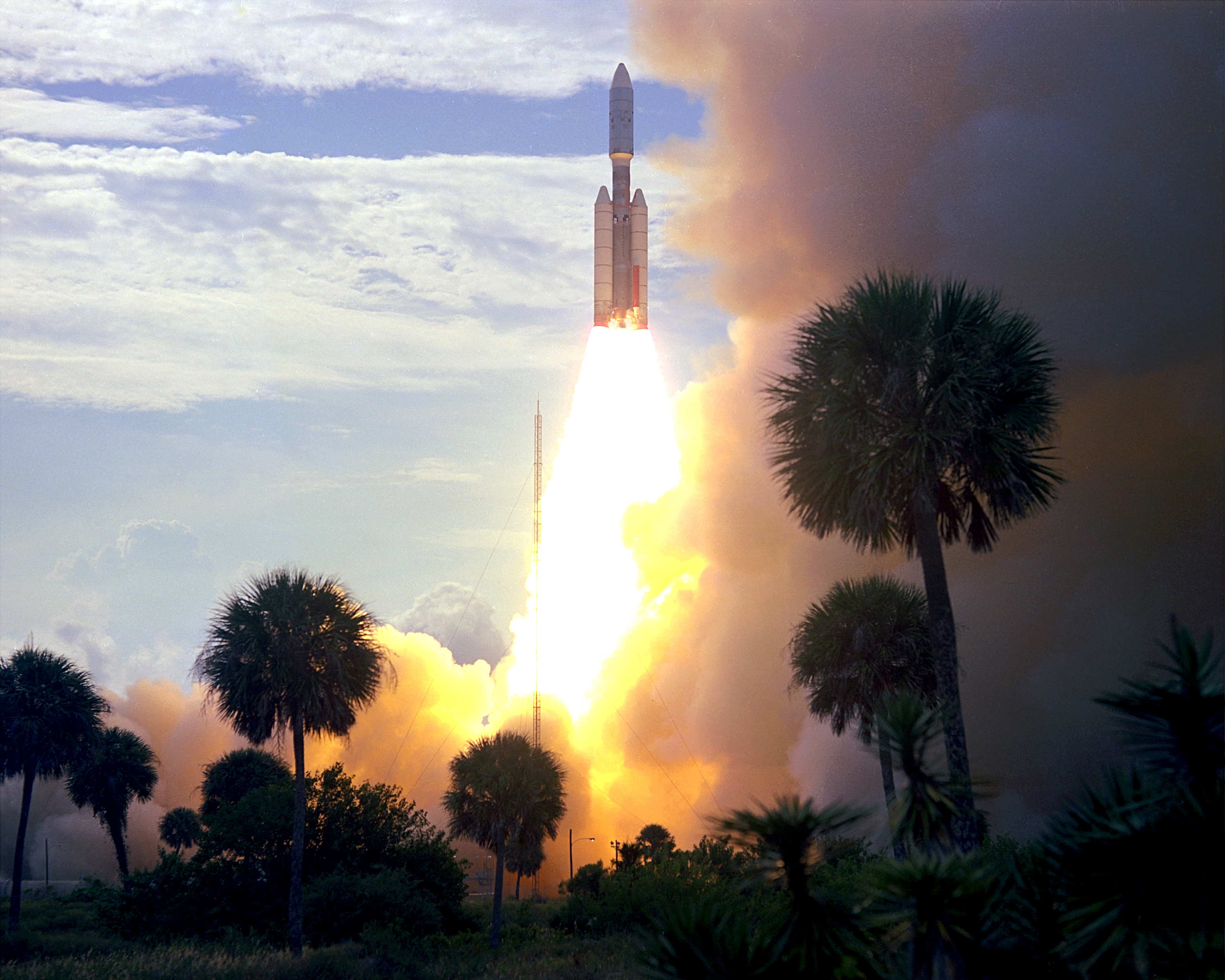
Lanzamiento del Titan III con la Viking I a bordo.

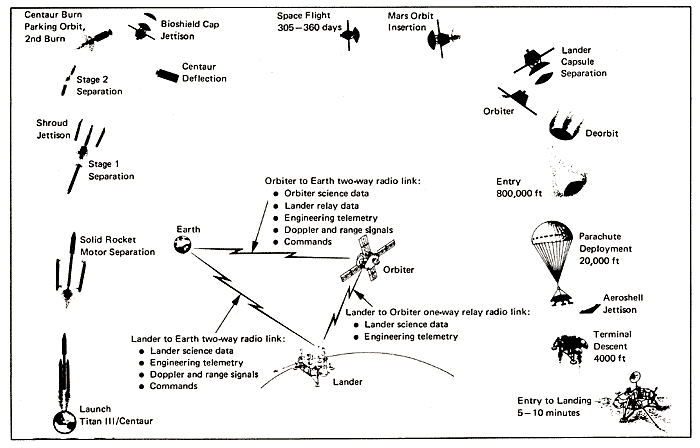
Perfil de una misión Viking: 1. Lanzamiento; 2. Órbita de transferencia interplanetaria hacia Marte (duración 305-360 días); 3. Inserción en órbita marciana; 4. Separación del orbitador y el aterrizador (3000 km de altitud); 4. Desorbitación; 5. Frenado atmosférico (250 km de altitud, 14000 km/h); 6. Despliegue del paracaídas (6,4 km de altitud, 1600 km/h); 7. Eyección del escudo térmico y despliegue de las patas de aterrizaje (5,7 km de altitud); 8. Eyección del aterrizador y retropropulsión (1,2 km de altitud, 250 km/h); 7. Aterrizaje sobre la superficie (2,5 km/h).

Viking Orbiter I
| Fecha     | Órbita | Operaciones                                                             |
| --------- | ------ | ----------------------------------------------------------------------- |
| 20/8/1975 | -      | Lanzamiento del conjunto VO-VL                                          |
| 19/6/1976 | 0      | Puesta en órbita elíptica sincrónica                                    |
| 20/7/1976 | 92     | Aterrizaje de la VL-1 en Marte                                          |
| 12/2/1977 | 235    | Sincronización de la órbita con el periodo de Fobos (distancia: 100 km) |
| 24/3/1977 | 263    | Reducción del periastro a 297 km                                        |
| 20/7/1979 | 1120   | Aumento del periastro a 357 km                                          |
| 7/8/1980  | 1485   | Fin del funcionamiento controlado desde la Tierra                       |

Viking Orbiter II
| Fecha      | Órbita | Operaciones                                                             |
| ---------- | ------ | ----------------------------------------------------------------------- |
| 9/9/1975   | -      | Lanzamiento del conjunto VO-VL                                          |
| 7/8/1976   | 0      | Puesta en órbita elíptica sincrónica                                    |
| 3/9/1976   | 25     | Aterrizaje de la VL-2 en Marte                                          |
| 20/12/1976 | 123    | Reducción del periastro a 789,2 km                                      |
| 9/10/1977  | 418    | Sincronización de la órbita con el periodo de Deimos (distancia: 22 km) |
| 23/10/1977 | 432    | Aumento del periastro a 290 km                                          |
| 25/7/1978  | 706    | Fin del funcionamiento por agotamiento de las baterías                  |

### Sistema de propulsión y maniobra orbital
La unidad de propulsión estaba colocada sobre la central eléctrica del orbitador. La propulsión se lograba a través de un motor cohete de combustible hipergólico, que era alimentado gracias un sistema bipropelente, con  monometilhidracina (CH3N2H3) como combustible y tetraóxido de dinitrógeno (N2O4) como oxidante.
El motor era capaz de proveer un empuje de 1.323 N, lo cual significaba un cambio de velocidad (Delta-v) de 1.480 m/s. El control de actitud se lograba por 12 pequeños micropropulsores de nitrógeno comprimido. Un sensor solar, un sensor solar de crucero, un navegador estelar y una unidad de referencia inercial con 6 giroscopios permitía la estabilización en 3 dimensiones. Además, la sonda disponía de micropropulsores de control de actitud ubicados al final de los paneles solares. Dos acelerómetros también iban a bordo.

### Sistema de alimentación
Las Viking Orbiter disponían de cuatro "alas" solares que se extendían desde el eje del orbitador. La envergadura de dichas "alas" era de 9,75 m. La nave obtenía energía a través de 8 paneles solares de 1,57 m x 1,23 m, ubicando dos en cada ala. Los paneles solares, con una superficie total de unos 15 m², tenían un total de 34.800 células solares, que producían 620 W de energía en órbita marciana. La energía se almacenaba en dos baterías eléctricas de níquel y cadmio con una capacidad de 30 Ah (108 kC).

### Comunicaciones
Las comunicaciones se lograban con un transmisor de 20 W de banda S (2.295 MHz) y dos TWTAs de 20 W. Un receptor de banda X (8.415 MHz) fue colocado para realizar experimentos de comunicaciones.
La sonda tenía una antena parabólica de alta ganancia maniobrable en dos sentidos con un diámetro de 1,5 m colocada en el borde de la base del orbitador. Dos grabadores de cinta eran capaces de almacenar 1.280 Mbit de información. También disponía de una radio UHF de 381 MHz.

### Instrumentos científicos

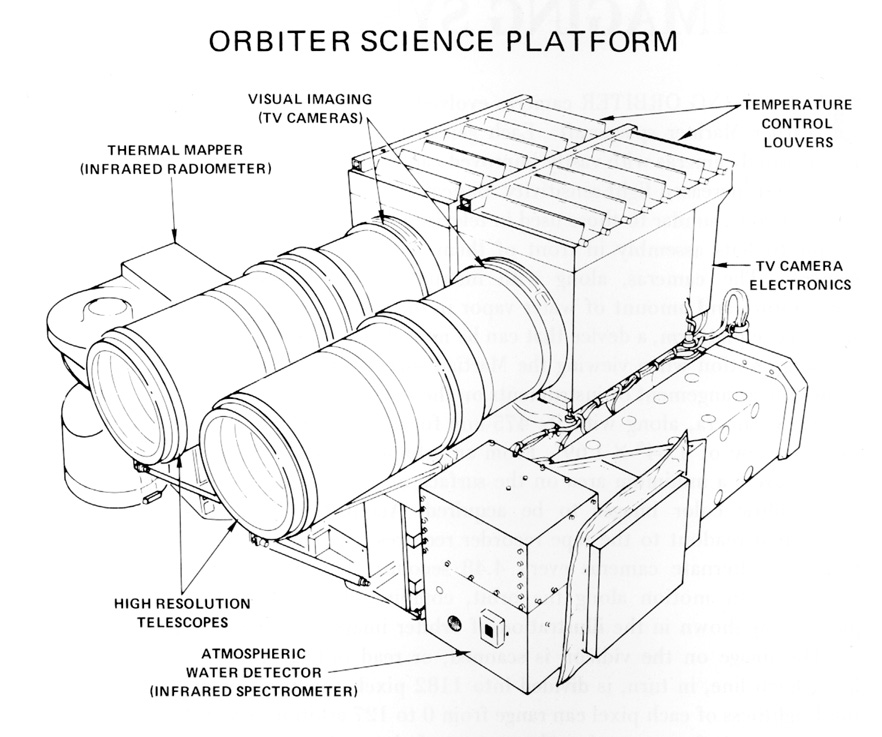
Esta era la plataforma donde se ubicaban el VIS, IRTM y MAWD en las Viking Orbiter.

La sonda orbital portaba tres instrumentos científicos para llevar a cabo los experimentos previstos; un sistema de imágenes (Visual Imaging System, VIS), cartografía infrarroja (Infra-Red Thermal Mapper, IRTM), y un detector de vapor de agua atmosférico (Mars Atmospheric Water Derector, MAWD). Estaban montados en una plataforma orientable que se ubicaba en la base del orbitador, de manera que los paneles solares nunca perdieran el sentido de los rayos del Sol. El instrumental científico tenía una masa total aproximada de 72 kg:
- VIS o Visual Imaging System (Sistema de Imagen Visual) se componía de dos cámaras idénticas, cada una con un telescopio de tipo Cassegrain de 755 mm de distancia focal, un obturador, un tubo Vidicon y un disco portafiltros de seis sectores. El campo visual de cada cámara era de 1,5° x 1,7°, proporcionando imágenes de hasta 1.886 km² para una distancia de 1500 km en el periastro.

- IRTM o Infra-Red Thermal Mapper (Mapeador Térmico Infrarrojo) era un radiómetro con 28 canales que funcionaba en el infrarrojo, constituido por cuatro telescopios con sistemas de filtrado y con siete detectores sensibles a un cierto campo espectral cada uno.

- MAWD o Mars Atmospheric Water Detector (Detector de Agua Atmosférica de Marte) era un espectrómetro infrarrojo de cinco campos de longitudes de onda situados en la región de la banda de absorción del vapor de agua; este instrumento debería medir igualmente la proporción de la radiación solar incidente en la atmósfera marciana, con lo que se determinaría la cantidad de vapor de agua atravesada por la radiación.

|                  |
| Chryse Planitia. |

|                                                 |
| Antiguo flujo de agua en la región Maja Valles. |

|                                                                  |
| "Islas" formadas por antiguas corrientes de agua en Maja Valles. |

|                                           |
| Valles marcianos captados por las sondas. |

## Sonda de aterrizaje:Viking Lander

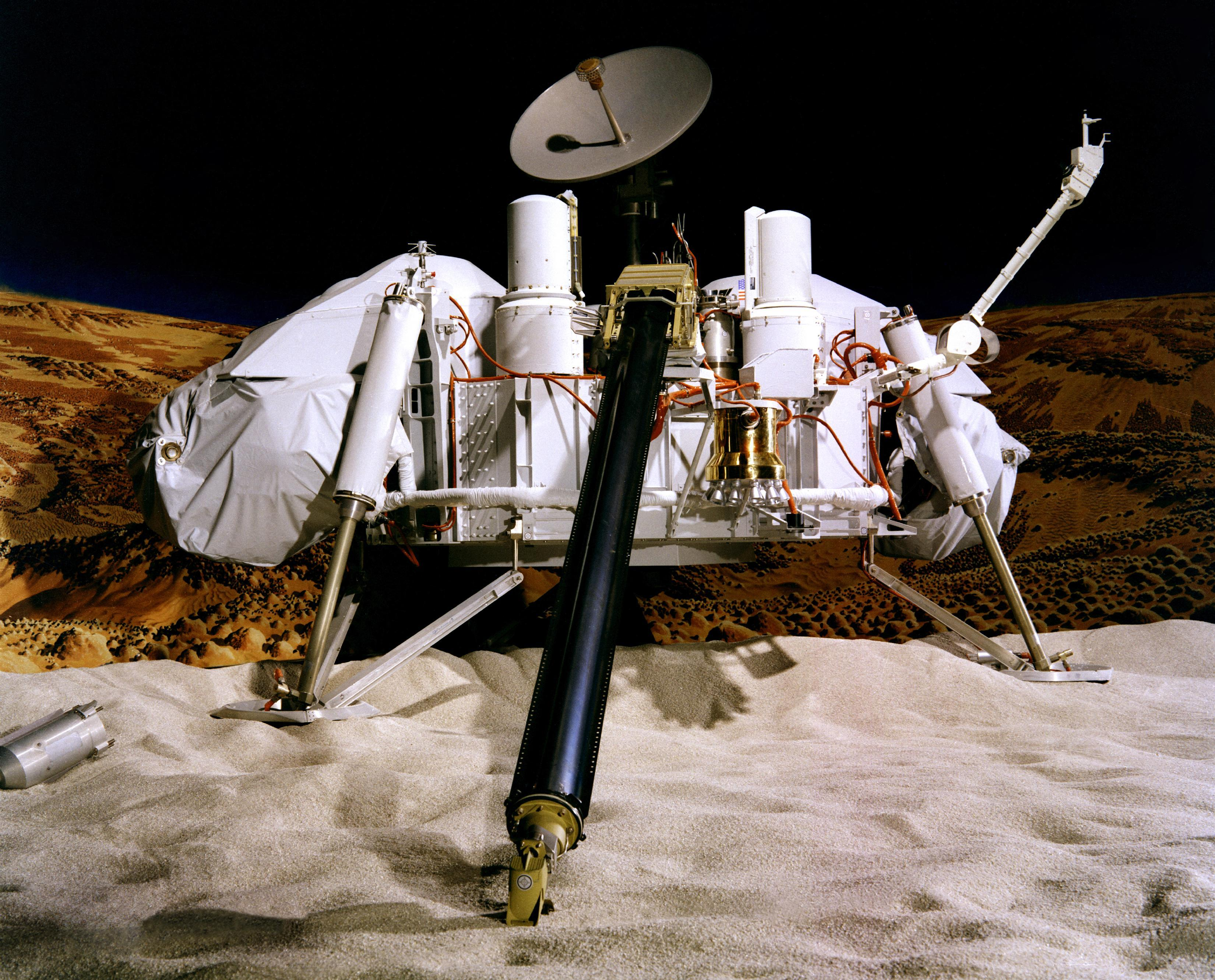
Modelo de la sonda de aterrizaje Viking.

La sonda Viking Lander I, o VL-1, sección de aterrizaje que venía conjuntamente con la sonda orbital Viking Orbiter I, fue la segunda sonda espacial que aterrizó en Marte con éxito, el 20 de julio de 1976 (la primera fue la nave rusa Mars 3 en 1971, aunque se perdió la comunicación a los pocos segundos de posarse sobre el planeta). El 3 de septiembre de 1976 haría lo propio la sonda Viking Lander II, o VL-2. Las sondas VL-1 y VL-2, una vez posadas en Marte con el instrumental desplegado, se dedicaron a una serie de objetivos primarios:
- Estudios atmosféricos durante el descenso y aterrizaje.
- Observaciones del medio marciano y meteorológicas a nivel del suelo.
- Análisis de la composición del suelo y búsqueda de materia orgánica y de vida.

### Estructura de la sonda
La sonda consistía en una base hexagonal de aluminio apoyada en tres patas extendidas. La base de las patas formaba los vértices de un triángulo equilátero de 2,21 m de lado (visto desde arriba). Los instrumentos estaban sujetos a la parte superior de la base, y separados de la superficie del planeta por las patas extendidas. Toda la unidad tenía una masa de 657 kg.
Todas las operaciones estaban controladas gracias al ordenador de a bordo, el GCSC o Guidance Control Sequencing Computer (Ordenador Secuenciador de Control de Orientación). Tres unidades gestionaban los datos científicos: la DAPU o Data Acquisition and Procesing Unit (Unidad de Procesamiento y Adquisición de Datos), que era la encargada de recolectar los datos científicos y técnicos convirtiéndolos en datos numéricos para ser posteriormente enviados a la memoria de almacenamiento o a la grabadora, o transmitirlos a la Viking Obiter, para que fuesen enviados a la Tierra, o directamente enviados a la Tierra.

### Sistema de propulsión y maniobra de descenso
La propulsión estaba a cargo de un cohete monopropelente de hidracina (N2H4) con
12 salidas dispuestas en 4 grupos de 3, que proveían 32 N de empuje, dando una velocidad vertical de 180 m/s. Estas salidas también actuaban como propulsores de control y rotación para la sección del Viking dispuesta a aterrizar en Marte.
El descenso final y posado sobre la superficie se lograba mediante tres motores monopropelentes de hidracina. Los motores tenían 18 salidas para dispersar la emisión calórica y minimizar los efectos sobre la superficie. Podían ser regulados, para pasar de 276 N a 2.667 N. La hidracina era purificada para evitar contaminar la superficie marciana. El Viking Lander portaba 85 kg de propelente al momento de lanzamiento, que estaban almacenados en dos tanques esféricos de titanio. El control de la VL se lograba con una unidad interferencial de referencia, cuatro giroscopios, un aero-desacelerador, un altímetro de radar, un radar de descenso y aterrizaje, y los propulsores de control de actitud.

### Sistema de alimentación
La energía era provista por dos generadores térmicos radio-isotópicos (llamados RTG, en inglés), que contenían plutonio 238. Cada generador medía 28 cm de alto, 58 cm de diámetro y tenía una masa de 13,6 kg. Generaban 35 W continuos, operando a 4,4 voltios. También contaba con baterías recargables de 28 voltios de níquel-cadmio, para manejar picos de corriente suplementaria de 70 W.

### Comunicaciones

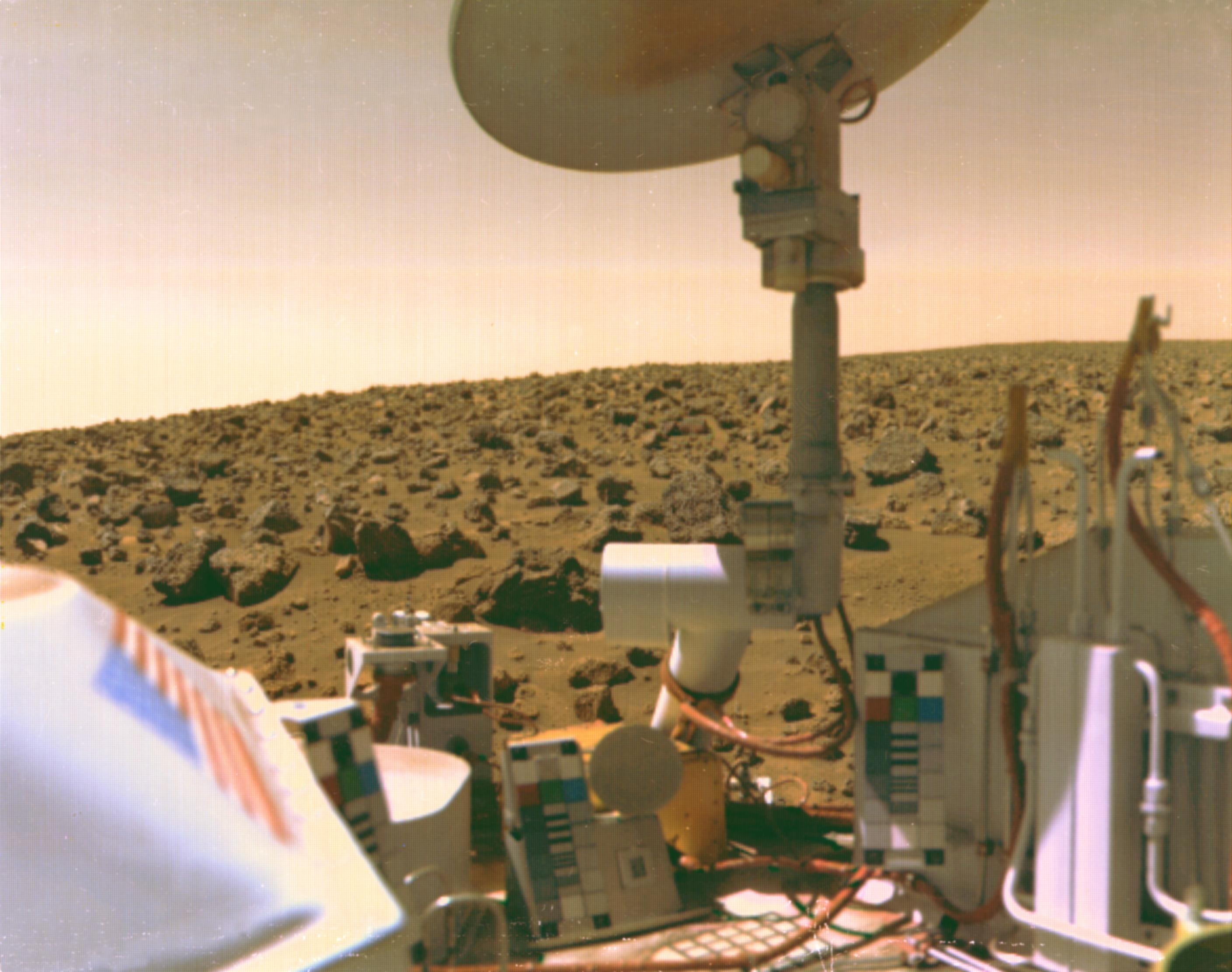
Vista de Marte, desde la Viking Lander I. Se puede apreciar la antena parabólica de alta ganancia en la parte superior, y el filtro de colores para las cámaras, abajo a la derecha.

La comunicación se lograba a través de un transmisor de banda S de 20 W, y por medio de 2 TWTAs de 20 W. Una antena parabólica manipulable a lo largo de dos ejes estaba montada cerca del borde de la base de la nave.
Una antena omnidireccional de banda S también se extendía desde la base. Ambas antenas permitían una comunicación directa con la Tierra. Una antena UHF de 381 MHz permitía una comunicación en un sentido hacia el orbitador, usando una radio de 30 W. El almacenaje de datos se daba en un grabador de cinta de 40 Mbit, y la computadora de la VL podía almacenar hasta 6000 palabras en órdenes y procedimientos.

### Instrumentos científicos

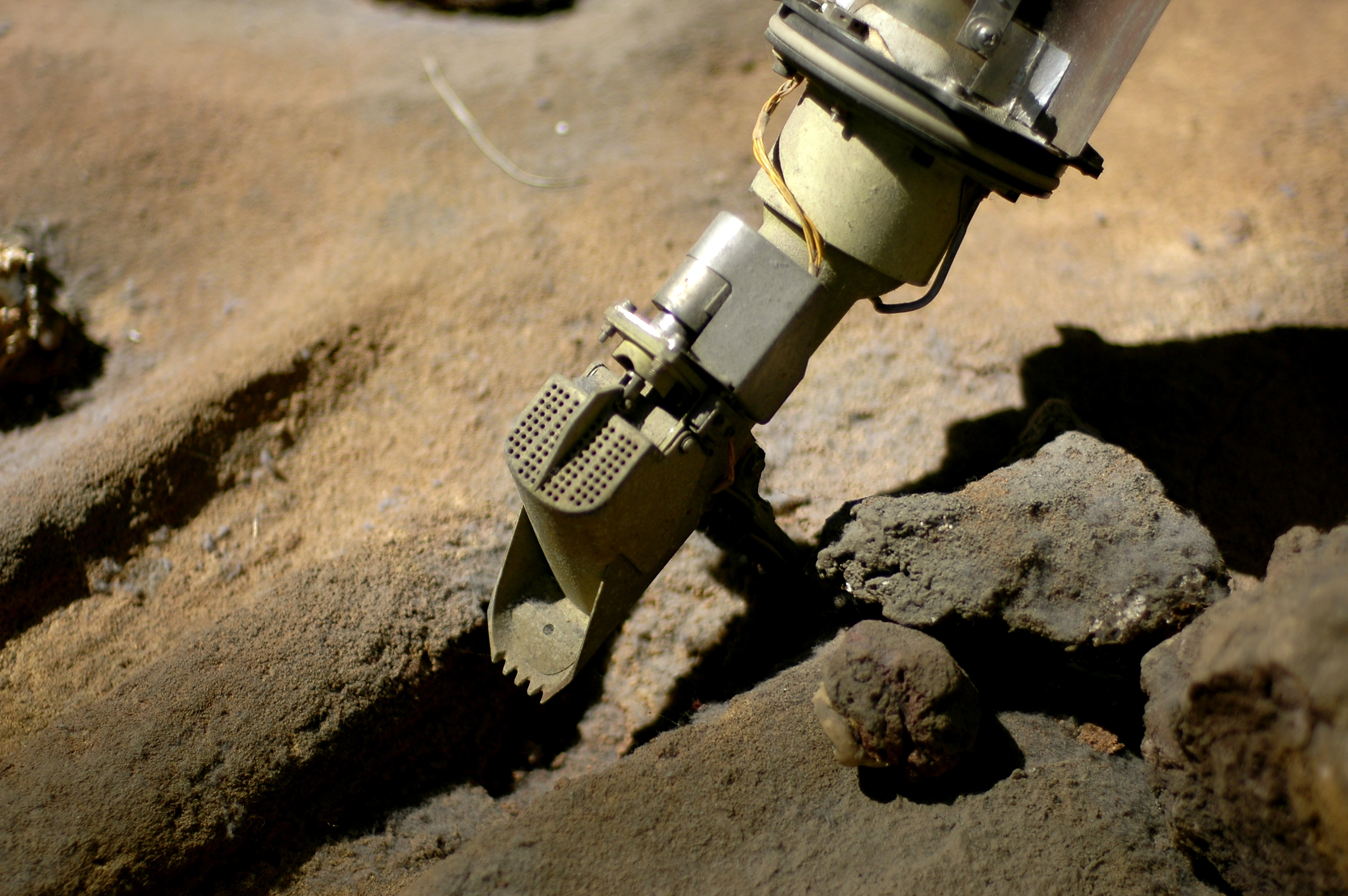
Detalle del brazo robótico para la recogida de muestras. En el extremo puede divisarse la pala, y en la parte superior (centro de la imagen) el tamiz. El brazo podía girar 180° para poder verter las muestras en los embudos de recogida para los experimentos.

Antes de que las Viking Lander (I y II) se posaran sobre la superficie marciana, ya habían empezado la experimentación científica. Durante el descenso, las sondas observaron y midieron la atmósfera e ionosfera marcianas. Durante esta fase, funcionaron tres instrumentos:
- RPA o Retarding Potencial Analyzer (Analizador de Potencial Retardador) medía la distribución de los electrones del viento solar y de los fotoelectrones ionosféricas, las temperaturas de los electrones en la ionosfera, la composición, la concentración y la temperatura de los iones positivos y la interacción del viento solar con la alta atmósfera.
- UAMS o Upper Atmosphere Mass Spectrometer (Espectrómetro de Masas de la Alta Atmósfera), analizaba la composición molecular de la atmósfera. Proporcionaba un análisis cuantitativo y cualitativo de todos los gases eléctricamente neutros, con un peso molecular inferior o igual a una masa atómica de 50. También medía su abundancia isotópica.
- LASE o Lower Atmospheric Experiment (Experimento de Baja Atmósfera), el cual establecía perfiles verticales (densidad, presión y temperatura) de la atmósfera, desde 90 km de altitud hasta la superficie.

Una vez posado el Viking Lander sobre Marte, se desplegaron el resto de instrumentos de a bordo. Las 2 cámaras proporcionaban imágenes de la superficie. Las fotografías (a color) eran el resultado de la combinación de ambas cámaras por el barrido de cientos de líneas en azul, rojo y verde. Para las propiedades físicas del suelo se utilizaron métodos simples, como la dureza, analizada gracias al hundimiento de los patines de las patas de la sonda. Dos pares de imanes estaban colocados en el sistema de toma de muestras, separando los minerales magnéticos del resto; otros imanes colocados sobre el metal de los RGT capturaban el polvo cargado magnéticamente. El Viking Lander además estaba provisto de tres sismómetros miniatura solidarios de la estructura del aterrizador para la medida de movimientos sísmicos.
Para las medidas meteorológicas se usaron sensores colocados en lo alto de un mástil erguido tras el aterrizaje. Las temperaturas se medían por medio de tres termopares. Un anemómetro, constituido también por un termopar, se encargaba de la velocidad del viento y su dirección. Igualmente, un sensor de temperaturas se ubicaba en el sistema de toma de muestras, para conseguir establecer perfiles de temperatura en las proximidades del suelo. El sensor de presión estaba colocado bajo la estación, e iba midiendo las variaciones de presión conforme el aparato descendía hasta la superficie.
Para la recogida de las muestras del suelo, las sondas disponían de un sistema de recogida de muestras, constituido por una pala al final de un brazo robótico articulado de 3 metros de longitud con la que cavar zanjas alrededor de la sonda. El brazo trituraba las muestras y las pasaba por un tamiz, ubicado en la parte final del mismo, para luego llevar dichas muestras a los compartimentos específicos para los experimentos, debajo de unos embudos situados en el cuerpo principal de la nave. Para analizar la composición del suelo se trató de determinar el contenido en elementos químicos y la identificación de la composición molecular. El XRFS o X-Ray Fluorescente Spectrometer (Espectrómetro de Fluorescencia X) era el encargado de los elementos químicos, mientras que el GCSM o Gas Chromatograph Mass Spectrometer (Espectrómetro de Masa en Fase Gaseosa) lo era para los análisis moleculares y concentraciones de gas, orgánicos o inorgánicos.

### Resultados de los experimentos
Se determinó que el principal constituyente neutro de la alta atmósfera es el dióxido de carbono CO2; el nitrógeno sólo representa un 6% de la cantidad de CO2, y el oxígeno molecular O2 un 0,3%. La presencia de nitrógeno es muy importante porque este gas está considerado como un factor determinante para la existencia de algún tipo de forma de vida.
Las medidas meteorológicas eran efectuadas doce veces al día. Pusieron en evidencia valores medios de las temperaturas diurnas que oscilaban entre -85 °C (en la puesta del Sol) hasta -29 °C (al mediodía), variaciones diarias de presión del orden de 0,2 mbar (para una presión media de 6 mbar), y velocidades de viento que alcanzaban 8 m/s ( 28,8 km/h) (durante el día).
En teoría, los sismómetros debieron registrar los movimientos del suelo, pero debido a la sensibilidad de las estaciones al viento, así como las vibraciones de los instrumentos, el origen de los registros nunca quedó claramente establecido.
El suelo de Marte es relativamente duro, existiendo en algunos lugares una corteza de varios centímetros de espesor que recubre un nivel más blando, y que una parte de los materiales de la superficie contiene minerales magnéticos. El XRFS afirmó la presencia de hierro, calcio, sílice, aluminio y titanio en las muestras del suelo recogidas por el brazo mecánico. El GCMS, para los análisis moleculares y de gases, determinó que la proporción de argón 36/argón 40 en la atmósfera marciana era muy inferior al de la atmósfera terrestre, demostrando que este planeta no ha tenido una desgasificación tan importante como la Tierra; este instrumento no encontró complejos orgánicos suficientes (menos de una parte por millón) para afirmar algún proceso biológico, presuponiendo además que el agua encontrada se asociaba a ciertos minerales.
|                                                                   |
| Primera imagen obtenida de la superficie de Marte de la historia. |

|                                                             |
| Panorama marciano donde pueden divisarse nubes en el cielo. |

|                                                                              |
| Dunas a lo lejos, y zanjas excavadas por la VL-1 para las muestras de suelo. |

|                     |
| Anochecer en Marte. |

| |
| Amanecer helado en Utopia Planitia (es visible la escarcha sobre la tierra y en la base de las rocas). |

|                     |
| Más hielo en Marte. |

| |
| Se observa una de las patas del aterrizador, unas marcas de la pala, y una tapa de protección del sistema de muestras, eyectada (de unos 20 cm). |

## Experimentos biológicosViking: la búsqueda de la vida en Marte
Uno de los motivos principales para el envío del aterrizador marciano era la búsqueda recurrente de la vida en Marte. Para ello, las sondas Viking que se posaron sobre la superficie llevaban consigo el Biology Instrument, un contenedor de experimentos, tres exactamente; el Pyrolytic Release Experiment, el Labeled Release Experiment, y el Gas Exchange Experiment.

### Pyrolytic Release Experiment
Este experimento se basaba en el principio de la asimilación del carbono, que establece que la materia viva fija el carbono de la atmósfera mediante fotosíntesis. Previamente se procedía a esterilizar una parte de la muestra durante tres horas a 160 °C. Las muestras eran incubadas durante cinco días bajo una luz artificial (sin ultravioleta). Después, para volver a colocar las muestras obtenidas en las condiciones naturales del medio marciano, se introducía en la cámara de incubación CO2 marcado al carbono 14. Tras el periodo de incubación la temperatura del contenedor era elevada hasta los 650 °C con el objetivo de pirolizar toda la materia orgánica. A continuación se introducía helio para la transferencia de la fase de vapor por medio de un filtro, analizándose el resto de grupos volátiles mediante un detector de radiaciones, de manera que se pudiera detectar el carbono 14 que podía haber sido fijado por la materia orgánica. Se comparaban las muestras, esterilizada y no esterilizada, para medir la radioactividad. Si los resultados eran iguales, se presuponía que no había ningún agente biológico; si era distinto, se podría admitir la presencia de materia orgánica que hubiera alterado el resultado.

### Labeled Release Experiment
El Labeled Release Experiment se basaba en el concepto de la asimilación de moléculas orgánicas, como aminoácidos, por microorganismos presentes en las muestras de suelo; tras la asimilación, se producirían una serie de gases que contuvieran una parte del carbono presente en las moléculas orgánicas. Para ello se procedía a la colocación en una incubadora de las muestras con atmósfera marciana. A dicha muestra se le añadiría un agente líquido nutritivo (con formiatos, lactatos y aminoácidos) marcado al carbono 14. Si durante el experimento existiera un aumento en la radioactividad de la atmósfera de la incubadora, había que pensar que era el resultado de la emisión de gases marcados al carbono 14 producidos por la asimilación de la materia nutritiva por los microorganismos marcianos.

### Gas Exchange Experiment
Este otro experimento se fundamentaba en el principio de intercambios entre la materia viva y la atmósfera, y en la presencia de materia nutritiva en el suelo. La muestra se le añadía, dentro de la incubadora, de un agente nutritivo no marcado y de una mezcla gaseosa de helio, kriptón y dióxido de carbono. En el experimento se analizaba las muestras de la mezcla gaseosa en una columna cromatrográfica, de forma que pudiese ser detectado un eventual aumento de concentración en dióxido de carbono, en CH4, y en nitrógeno, que indicaría una asimilación de la materia nutritiva por materia viva.

### Análisis de los experimentos biológicos
Tras analizar los resultados de los experimentos biológicos la comunidad científica fue reservada para calificar que algún proceso biológico existía en la superficie de Marte. Se realizaron tres experimentos; en el primero se usó una muestra de 0,1 g del suelo recogida por el brazo mecánico introduciéndola en la incubadora. Este experimento se trataba del Pyrolytic Release Experiment. Tras realizar el experimento, en el que se simulaban las condiciones marcianas sin rayos ultravioleta, se afirmaría la presencia de agentes biológicos detectando la fotosíntesis de los posibles microorganismos. El analizador detectó la presencia de emanaciones gaseosas de compuestos carbonáceos que en principio se trataban de dióxido de carbono y, en una muestra gemela esterilizada, no se dio tal circunstancia. Por tanto el resultado fue positivo para la presencia de seres vivos.
En el segundo experimento, que se trataba del Labeled Release Experiment, se usó para la muestra un caldo orgánico para que los posibles microorganismos existentes en dicha muestra emitieran dióxido de carbono a causa del metabolismo de este compuesto. Este resultado fue en principio negativo, ya que en la muestra calentada no aportó ningún resultado válido.
En el último experimento, el Gas Exchange Experiment, se trató de buscar metabolitos orgánicos, tales como el metano, tras aportar a la muestra nutrientes orgánicos con marcado al carbono 14. El resultado fue probablemente positivo, ya que se encontró una variación en el nitrógeno tras estar observando la muestra durante 200 días, aparte de un evidente desprendimiento de oxígeno y dióxido de carbono.
Los científicos determinaron entonces, no con total convencimiento, que la presencia de vida en Marte era inexistente. Se basaron en que los resultados del primer y tercer experimento, que dieron positivo, se podían explicar gracias a procesos químicos y geológicos. En el caso del segundo experimento, que dio negativo, los científicos argumentaron que quizás el analizador era demasiado poco sensible para detectar trazas orgánicas en tan poca cantidad.
Finalmente explicaron que quizás la mejor forma de encontrar agentes biológicos en Marte sería excavando a una cierta profundidad del suelo, ya que los letales rayos ultravioleta destruirían cualquier tipo de vida (la capa de ozono no existe en Marte).
Mucho más recientemente, se ha argumentado que las sondas Viking pudieron no solo ser incapaces de detectar la vida en Marte y, sobre todo, que los científicos podrían no haber sabido interpretar los datos que éstas transmitieron, sino que a causa de los múltiples experimentos las sondas pudieron haber acabado con la vida existente en las muestras, ya que los posibles microorganimos marcianos no responderían igual que los terrestres a los procesos químicos a los que se les habría expuesto.